# Liste der Nummer-eins-Hits in den Niederlanden (1988)
Diese Liste enthält alle Nummer-eins-Hits in den Niederlanden im Jahr 1988. Es gab in diesem Jahr 17 Nummer-eins-Singles und bis zum 30. September acht Nummer-eins-Alben.
| Singles | Alben |
| --- | --- |
| - Nina Simone – My Baby Just Cares for Me - 1 Woche (26. Dezember 1987 – 8. Januar 1988) - T’Pau – China in Your Hand - 2 Wochen (9. Januar – 22. Januar) - Bill Medley & Jennifer Warnes – (I’ve Had) The Time of My Life - 9 Wochen (23. Januar – 25. März) - Billy Ocean – Get Outta My Dreams, Get into My Car - 1 Woche (26. März – 1. April) - Taylor Dayne – Tell It to My Heart - 1 Woche (2. April – 8. April) - Eddy Grant – Gimme Hope Jo'anna - 5 Wochen (9. April – 13. Mai) - Mory Kanté – Yé ké yé ké - 2 Wochen (14. Mai – 27. Mai) - Glenn Medeiros – Nothing’s Gonna Change My Love for You - 6 Wochen (28. Mai – 8. Juli) - Tracy Chapman – Fast Car - 2 Wochen (9. Juli – 22. Juli) - Salt’N’Pepa – Push it - 3 Wochen (23. Juli – 12. August) - The Pasadenas – Tribute (Right On) - 4 Wochen (13. August – 9. September) - Sam Brown – Stop - 3 Wochen (10. September – 30. September) - Yazz & The Plastic Population – The Only Way Is Up - 2 Wochen (1. Oktober – 14. Oktober) - Phil Collins – A Groovy Kind of Love - 1 Woche (15. Oktober – 21. Oktober) - Womack & Womack – Teardrops - 6 Wochen (22. Oktober – 2. Dezember) - Enya – Orinoco Flow (Sail Away) - 3 Wochen (3. Dezember – 23. Dezember) - Michael Jackson – Smooth Criminal - 1 Woche (24. Dezember 1988 – 6. Januar 1989) | - UB40 – The Best of UB40 – Volume 1 - 6 Wochen (12. Dezember 1987 – 29. Januar 1988) - Dirty Dancing (Soundtrack) - 11 Wochen (30. Januar – 15. April) - Toto – The Seventh One - 5 Wochen (16. April – 20. Mai) - Sade – Stronger Than Pride - 1 Woche (21. Mai – 27. Mai) - Prince – Lovesexy - 3 Wochen (28. Mai – 17. Juni) - Tracy Chapman – Tracy Chapman - 8 Wochen (18. Juni – 12. August) - Koos Alberts – Het leven gaat door - 5 Wochen (19. August – 23. September) - The Robert Cray Band – Don't Be Afraid of the Dark - 1 Woche (24. September – 30. September) Ab dem 1. Oktober wurden keine Hitparaden aufgestellt. |

## Jahreshitparaden (1988)
| Singles |
| --- |
| 1. Bill Medley & Jennifer Warnes – (I’ve Had) The Time of My Life 2. Glenn Medeiros – Nothing’s Gonna Change My Love for You 3. Sam Brown – Stop 4. Womack & Womack – Teardrops 5. Salt’N’Pepa – Push It 6. Toto – Stop Loving You 7. Fleetwood Mac – Everywhere 8. Billy Ocean – Get Outta My Dreams, Get into My Car 9. Tracy Chapman – Fast Car 10. Eddy Grant – Gimme Hope Jo'Anna |